# Acqua di Natale
Acqua di Natale è un album del conduttore televisivo Enzo Iacchetti, pubblicato l'8 novembre 2011 dall'etichetta discografica Immaginazione.

## L'album
L'album, a tematica natalizia, è stato anticipato dal singolo Buon Natale, che vede la partecipazione di artisti come Mina, Lucio Dalla, Enrico Ruggeri, Claudio Baglioni e Roberto Vecchioni, mentre per la realizzazione delle otto tracce sono intervenute anche Maria De Filippi, che recita l'Articolo 1 della Dichiarazione universale dei diritti umani, Giobbe Covatta, Giorgio Gaber, L'Aura, Paolo Meneguzzi, i Madback, Gino e Dino, la Cesira e Silvia Olari.
I ricavati dell'opera saranno destinati all'Amref per la realizzazione di una diga in Kenya, utile per il sostentamento di oltre 2600 persone.

## Tracce
CD
1. Buon Natale – 3:39 (Enzo Iacchetti, Lanfranco Perini) – con Claudio Baglioni, Lucio Dalla, Mina, Enrico Ruggeri, Roberto Vecchioni
2. Quando sarò capace di amare (Giorgio Gaber - Sandro Luporini) – con Giorgio Gaber
3. Vorrei qualcosa in più (Enzo Iacchetti - Marcello Franzoso - Alberto Casanova - Daniele Ronda) – con L'Aura, Madback, Paolo Meneguzzi, Silvia Olari
4. Il Natale del naufrago (Enzo Iacchetti - Marcello Franzoso - Alberto Casanova - Jovanotti) – con Augustin Desire Noubissie
5. Acqua (Enzo Iacchetti - Marcello Franzoso - Alberto Casanova - Valeriano Chiaravalle) – con Giobbe Covatta
6. Buon anno ai diritti umani (Enzo Iacchetti - Marcello Franzoso - Alberto Casanova) – con Maria De Filippi
7. Il Natale del cabarettista sgangherato (Enzo Iacchetti - Marcello Franzoso - Enrico Melozzi - Alberto Casanova) – con Gino e Dino
8. Non sono Lady Gaga (Savino Cesario Silvano Belfiore - Claudio Sanfilippo) – con La Cesira

## Formazione
- Enzo Iacchetti - voce
- Andrea Cervetto - chitarra
- Marcello Franzoso - tastiera
- Max Zaccaro - basso

## Classifiche
| Classifica (2011) | Posizione |
| ----------------- | --------- |
| Italia            | 15        |